# Kitty Wu
 Der er for få eller ingen kildehenvisninger i denne artikel, hvilket er et problem. Du kan hjælpe ved at angive troværdige kilder til de påstande, som fremføres i artiklen.

Kitty Wu er et dansk indierockband startet i 1998, hvis navn stammer fra romanen Moon Palace skrevet af den amerikanske forfatter Paul Auster.
Siden debutalbummet Privacy fra 2001 har Kitty Wu været kendt for en alternativ rocklyd, som favner både de mest poetiske og mørke klange i genren. De
efterfølgende udgivelser, The Rules of Transportation fra 2003 og Knives and Daggers fra 2005, viste bandet som værende konsekvente og dedikerede til et udtryk, der sætter deres sange på spidsen og vidner om en alt-eller-intet tilgang til musikken[kilde mangler]. Disse plader markerede også starten på et samarbejde med en række profiler, deriblandt Guy Fixsen fra Pixies, My Bloody Valentine, Rob Ellis fra PJ Harvey samt Anna Calvi.
Kitty Wu etablerede i 2005 indiepladeselskabet Fast Getaway.
I 2009 udgav Kitty Wu deres fjerde album Someone Was Here. Albummet var deres første som trio, og det er også i denne konstellation, at de i 2012 har
indspillet deres femte studiealbum Carrier Pigeons.
Bandet kastede sig ud i en arbejdsproces der, med fuldt overlæg, var både eksperimenterende og kaotisk, og som stod i rastløshedens og længslens tegn[kilde mangler].
Det var ikke kun en tilstand der kom til udtryk i studiet, men også fysisk og geografisk. Således så de første skitser dagens lys i Berlin, hvor sanger og sangskriver, Robert Lund, bosatte sig i en periode. Arbejdet med sangene fortsatte under forlængede ophold i New York[kilde mangler].
Sangene blev periodisk bragt hjem til bandet i København og siden hen forløst i Kitty Wus improviserede selvbyggerstudie, Kapitel 11 på Amager, for endeligt at blive mixed af John
O’Mahony (The Cribs, Metric) i det legendariske Electric Lady Studios, der blev grundlagt i New Yorks West Village i 1968[kilde mangler].
Kitty Wu har gennem deres karriere imponeret både anmeldere og koncertgængere[kilde mangler], og det er også lykkedes at opbygge en international fanskare.

## Diskografi
- Carrier Pigeons (2012)
- Someone Was Here (2009)
- Knives and Daggers (2005)
- The Rules of Transportation (2003)
- Privacy (2001)

## Bandmedlemmer
- Robert Lund (sang, guitar, keyboards)(DK)
- Allan Schøneberg (bas)(DK)
- Claus Bergmann (trommer)(DK)